# Moderne Zeiten
Moderne Zeiten (alemán: «Tiempos Modernos») es el quinto álbum de estudio del grupo alemán de rock gótico Unheilig. Fue publicado el 20 de enero de 2006 en dos versiones, una edición normal de 14 pistas y una edición limitada de 16 pistas (solo como su álbum previo, Zelluloid). La edición normal viene en una funda regular, con un color de álbum café rosado, mientras que la edición limitada viene como un paquete digital, con una cubierta blanca para el álbum.

## Lista de pistas
1. «Das Uhrwerk» («El reloj») - 1:11

2. «Luftschiff» («Aeroplano») - 6:05

3. «Ich will alles» («Quiero todo») - 3:49

4. «Goldene Zeiten» («Tiempos dorados») - 4:18

5. «Helden» («Héroes») - 4:22

6. «Astronaut» («Astronauta») - 4:18

7. «Phönix» («Fénix») - 3:37

8. «Lass uns Liebe machen» («Hagamos el amor») - 4:14

9. «Horizont» («Horizonte») - 5:16

10. «Sonnenaufgang» («Amanecer») - 4:14

11. «Gelobtes Land» («Tierra prometida») - 4:44

12. «Menschenherz» («Corazón humano») - 4:52

13. «Sonnentag» («Día soleado») - 3:03

14. «Tag für Sieger» («Día para la victoria») - 5:25

15. «Mein Stern» («Mi estrella») - 5:26

16. «Moderne Zeiten» («Tiempos modernos») - 4:49

Nota: pistas 13 y 14 están solo en la edición limitada.
- Datos: Q1582805